# Аурантипор надколотий
Аурантипор надколотий (Aurantiporus fissilis) — вид базидіомікотових грибів родини трутовикових (Polyporaceae).

## Опис
Шапинка завдовжки до 10 см, завширшки до 20 см та товщиною 2-8 см. Розташовуються поодинці або невеликими групами. Забарвлення шапки спершу біле, при дозріванні жовтіє, згодом стає коричневою. Плодова тіло спершу м'яке, а при висиханні твердіє. Гіменофор трубчастий. Трубочки також, як і все плодове тіло, спершу білого забарвлення, потім жовтіють та коричневіють. Споровий порошок білий. Спори еліпсоїдні, загострені, діаметром 4-6 х 3-4 мкм.

## Середовище і розповсюдження
Вид поширений у Центральній та Північній Європі. 2016 року виявлений на Тайвані. В Україні трапляється на Поліссі, у Лісостепу та Карпатах. Росте на стовбурах живих та сухих дерев листяних порід, найчастіше на яблунях, осиках, березах.